# Matrice nucleare
In biologia la matrice nucleare è il reticolo di fibre che si estendono all'interno dei nuclei cellulari, con una struttura analoga a quella del citoscheletro. La matrice nucleare è un elemento altamente dinamico, la cui struttura crea differenti compartimenti in grado di regolare la diffusione delle molecole all'interno del nucleo. La matrice nucleare, insieme alla lamina nucleare, ha un ruolo nell'organizzazione dell'informazione genetica nella cellula e nell'espressione genica, ruolo che è stato dimostrato per Arabidopsis thaliana.
L'esatta funzione di questa struttura è ancora dibattuta. Le prime evidenze dell'esistenza di questa struttura risalgono al 1948 quando fu osservato un residuo dopo estrazione dei nuclei con soluzioni ad alto contenuto di sali. Successivamente sono state individuate numerose proteine associate alla matrice nucleare, come ad esempio la Scaffold Matrix Associated Proteins (S/MAR), che hanno un ruolo nell'organizzazione della cromatina.

## Matrice nucleare e cancro
La composizione della matrice nucleare nelle cellule umane è specifica per tipo cellulare ed ha caratteristiche particolari nei vari tipi di tumore. È stato chiaramente dimostrato che la composizione della matrice nucleare in un tumore è differente dalla sua controparte normale. Questo aspetto potrebbe essere utile per caratterizzare dei marcatori tumorali in grado di predire la patologia ancora più precocemente; questi marcatori sono già stati individuati nelle urine come indicatori tumorali dell'apparato urinario.